# Eileen Frances Short-Garlińska
Eileen Frances Short-Garlińska (ur. 1 kwietnia 1912 w Liverpoolu, zm. 26 marca 1990 w Londynie) – tłumaczka dokumentów polskiej Delegatury Rządu na Kraj, sanitariuszka w powstaniu warszawskim, nauczycielka angielskiego.

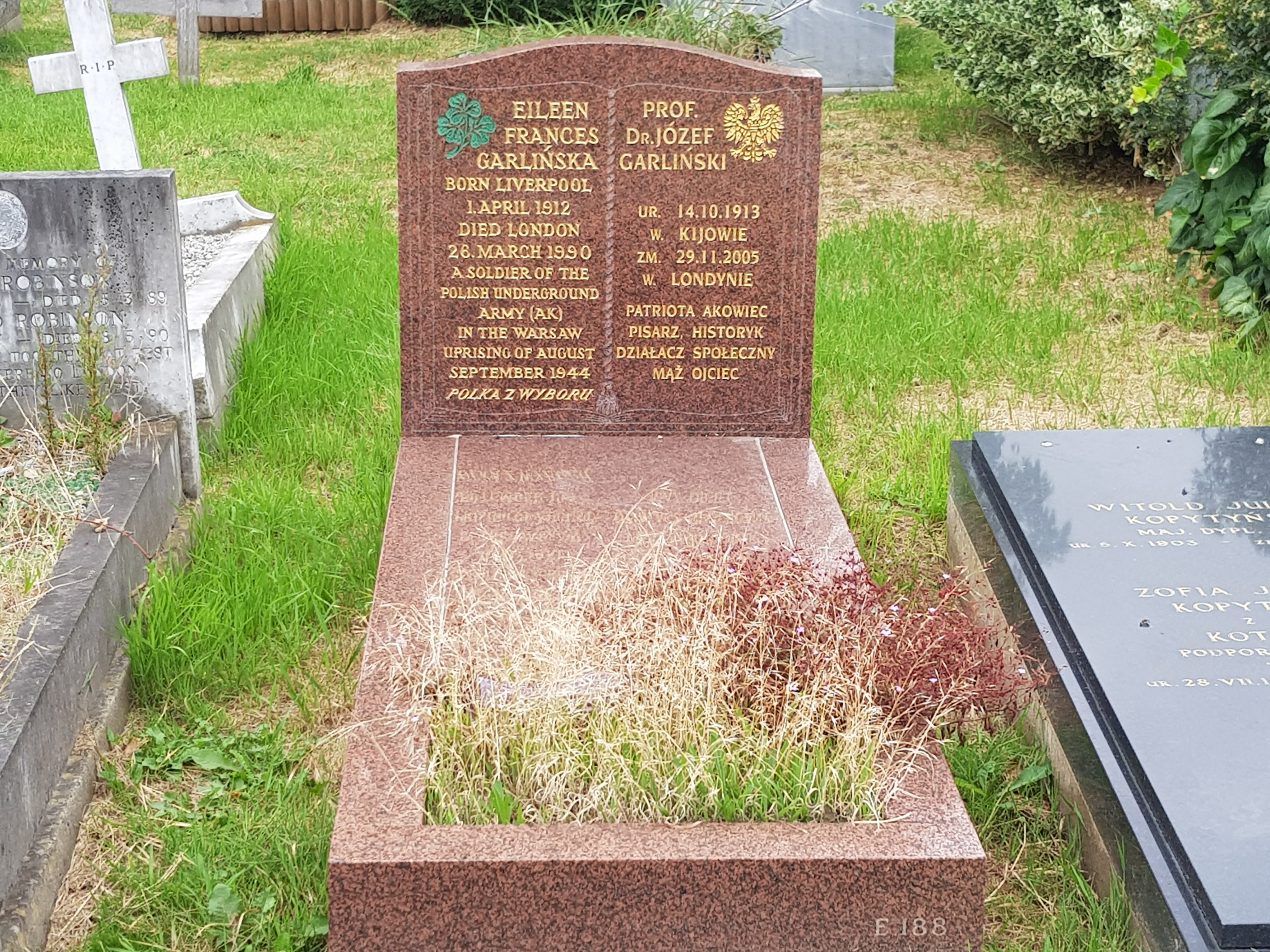
Grób Eileen i Józefa Garlińskich

## Życiorys
Urodziła się w rodzinie Irlandczyków. Od 1935 mieszkała w Polsce i była nauczycielką języka angielskiego. 4 września 1939 wzięła ślub z Józefem Garlińskim, którego poznała w 1936 r. W 1943 uczestniczyła w tajnych szkoleniach żeglarskich, a także regatach, w których otrzymała medal (po wojnie oddała go do zbiorów British Museum).
Wstąpiła w szeregi Armii Krajowej. Gdy wybuchło powstanie warszawskie, została sanitariuszką w Zgrupowaniu „Kryska”, działając szczególnie w rejonie ul. Wilanowskiej i szpitalu w budynku ZUS-u na ul. Czerniakowskiej. Po kapitulacji powstania znalazła się wśród ludności cywilnej i przebywała w obozie przejściowym w Pruszkowie. Udało jej się z niego wydostać; następnie przedostała się do Wielkiej Brytanii. Rozpoczęła pracę tłumaczki w Ministerstwie Spraw Wewnętrznych Rządu RP na uchodźstwie. Została również działaczką Towarzystwa Przyjaźni Polsko-Angielskiej i przewodniczącą Komitetu Brytyjek żon Polaków. W listopadzie 1945 spotkała się z mężem.

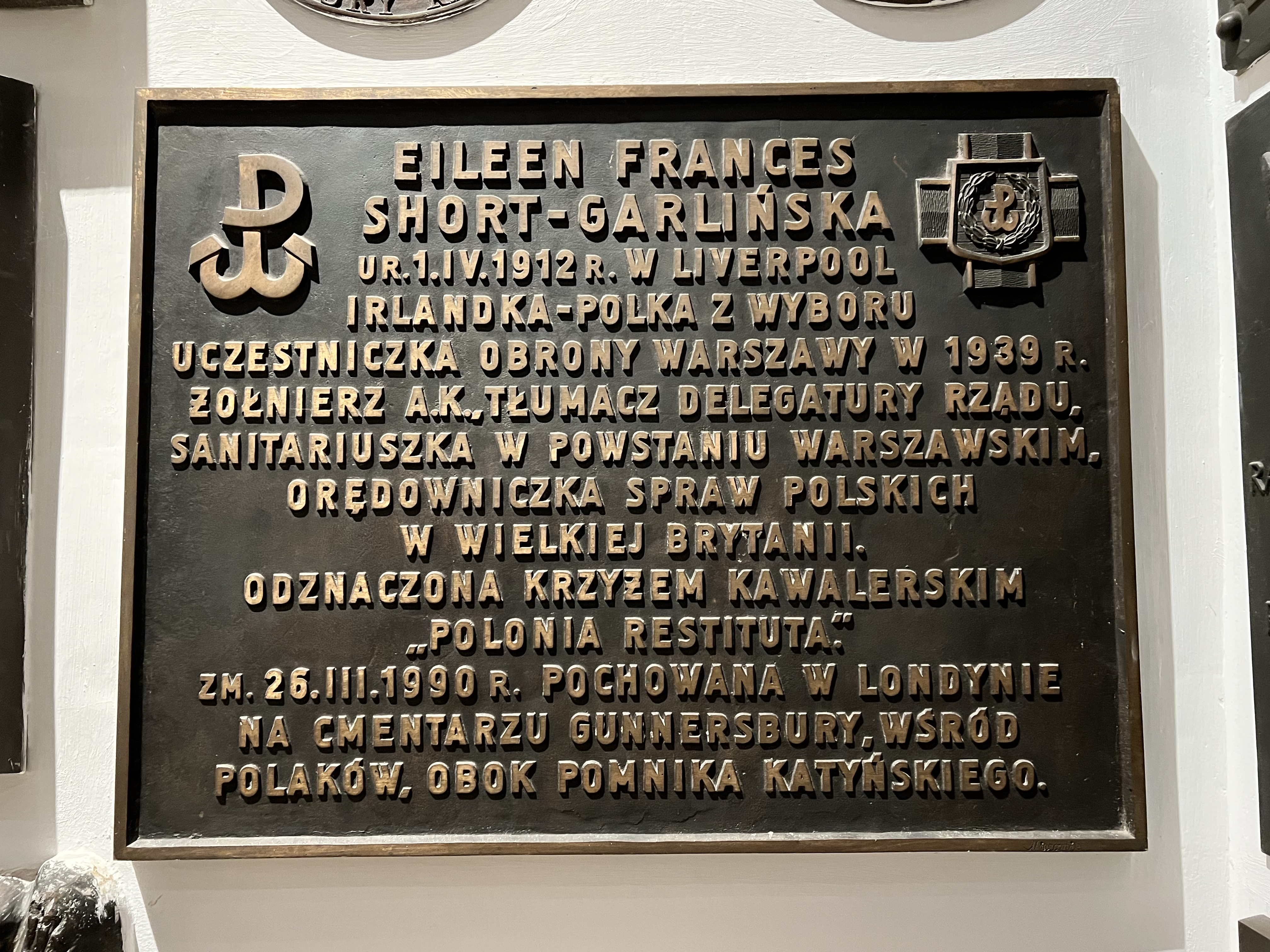
Tablica w katedrze polowej Wojska Polskiego

W 1986 została odznaczona przez Prezydenta RP na Uchodźstwie Krzyżem Kawalerskim Orderu Odrodzenia Polski.
Została pochowana na Cmentarzu Gunnersbury w Londynie.